# Welland (Ontario)
Welland es una ciudad canadiense situada en la provincia de Ontario.

## Superficie
Welland tiene una superficie de 81,16 km².

## Demografía
En 2021, tenía 55 750 habitantes, una densidad poblacional de 686,9 hab./km², y 24 530 viviendas.